# Barker Reservoir (Colorado)
Het Barker Reservoir is een stuwmeer in Boulder Canyon ten oosten van het bergstadje Nederland in de Amerikaanse staat Colorado. Ter onderscheiding van gelijknamige reservoirs elders in het land wordt het ook wel het Barker Meadow Reservoir genoemd, naar de weiden van onderwijzeres Hannah Connell Barker, weduwe van de makelaar en mijnexploitant Ezra Barker uit Boulder en eigenaar van een ranch in de vallei. Zij verkocht de grond eerst na een onteigeningsprocedure in 1907 voor 23.800 dollar. In de oorspronkelijke plannen was ten zuidwesten van het dorp een tweede kunstmatig meer voorzien, het Nederland Reservoir.
Langs de noordelijke oever loopt Colorado State Highway 119 die Nederland en Boulder verbindt. De streek, een hooggelegen berggebied ten zuiden van het Rocky Mountain National Park, wordt gekenmerkt door steile, beboste heuvels.

## Constructie
Voor de elektriciteitsvoorziening van Boulder en diverse mijnbouwbedrijfjes in de omgeving van Nederland werden Barker Dam en de stroomafwaarts gelegen waterkrachtcentrale Boulder Canyon Hydro, voorzien van twee generatoren met een vermogen van elk 5 megawatt, gebouwd door de Eastern Colorado Power Company tussen 1907 en 1910. De eerste plannen waren in 1903 bij het United States Department of the Interior ingediend door de Denver-Eureka Power Company, die om het project mogelijk te maken fuseerde met zijn concurrent. Het ontwerp werd geleverd door de ervaren J.G. White Company uit New York, hoofdaannemer was McArthur Brothers Company. De aanvoer van bouwmaterialen vond plaats over hetzelfde smalspoor van de Switzerland Trail dat de mijnen bediende. Op het hoogtepunt van de aanleg in het najaar van 1907 waren er 700 bouwvakkers werkzaam, een advertentie in de Boulder Daily Camera op 11 juli vroeg om "350 Pick & Shovel men, 150 Hammermen, 30 2-Horse Skinners, 10 4-Horse Skinners, 50 Tracklayers, 50 Hoist & Tram Men" die $2,50 per dag wilden verdienen. Samen met de bijbehorende infrastructuur wordt het geheel het Boulder Canyon Hydroelectric systeem (BCH) genoemd. De officiële ingebruikname door de burgemeester van Boulder A. A. Greenman vond plaats op 4 augustus 1910 tijdens een onweersbui.
De dam, 54 meter hoog en 240 meter lang, werd voor 1,5 miljoen dollar gebouwd voor een opslagcapaciteit van 2,3 miljoen m³ water. De grote hoogteverschillen in het gebied stelden de bouwers voor technische uitdagingen. De stuwdam is een van de eerste ter wereld uitgevoerd in voorgespannen beton. De klinknagels in de kunstwerken die het meer en de centrale verbinden, werden met de nieuwe techniek van acetyleenlassen vastgezet, maar om de waterdruk tot 840 psi te weerstaan moesten ze daarna nog met een bolhamer worden gezekerd, de uitvinding van ball peen welding. In 1935 werd de waterkrachtcentrale à $287.000 grondig gemoderniseerd. De capaciteit werd hierbij verdubbeld. In 1959 en 1964 werden nieuwe turbines geïnstalleerd. In 1946 en 1971 vonden aanpassingen aan de waterafvoer in de dam plaats. In 1982 werd de dam verstevigd met nieuwe wapening.
In 1909 ging de Eastern Colorado Power Company op in de Central Colorado Power Company, die in 1913 opging in de Colorado Power Company, die in 1924 samenging met de Public Service Company of Colorado. Sinds 1955 betrekt Boulder niet alleen elektriciteit maar in toenemende mate ook water uit het meer. Vanaf de jaren 1980 toonde Boulder interesse in een overname van Barker Reservoir en de bijbehorende installaties, maar de Public Service Company of Colorado weigerde te verkopen. Nadat deze in het jaar 2000 zelf was opgegaan in Xcel Energy, kreeg de stad, die elders al eigen waterkrachtcentrales exploiteerde, BCH in 2001 voor $12,4 miljoen in handen. Thans komt ongeveer 40% van het drinkwater van Boulder uit Barker Reservoir.

## Gebruik
Het meer wordt gebruikt voor energie- en drinkwatervoorziening, en helpt om overstromingen van Middle Boulder Creek na hevige regenval tegen te gaan.
Pleziervaart en zwemmen zijn niet toegestaan. In het Supporting Boating on Barker program uit 2012 spreekt de bevolking van Nederland zich niet voor het eerst uit voor de wenselijkheid van boten op het meer, de gemeenteraad van Boulder onderzoekt de plannen. Op geselecteerde locaties is vissen vanaf de kant toegestaan. Het meer is rijk aan baars en forel. Op een van deze plekken zijn sinds 1992 drie mensen verdronken in het ijskoude bergwater van Barker Reservoir.